# Майкадзе
«Майкадзе» (Maikaze, яп. 舞風) — ескадрений міноносець Імперського флоту Японії, який брав участь у Другій світовій війні.
Корабель, який став вісімнадцятим (за датою закладання) серед есмінців типу «Кагеро», спорудили у 1941 році на верфі Fujinagata Shipyards.
На момент вступу Японії до Другої світової війни «Майкадзе» належав до 4-ї дивізії ескадрених міноносців, яка 2 грудня 1941-го прибула з Японії до Мако (важлива база ВМФ на Пескадорських островах у південній частині Тайванської протоки).
4 грудня 1941-го «Майкадзе» вийшов з Мако у складі охорони загону великих артилерійських кораблів (2 лінкори та 2 важкі крейсери) адмірала Кондо, який мав забезпечувати загальне прикриття сил вторгнення до Малаї та на Філіппіни. До початку січня 1942-го цей загін виконував завдання у водах Південно-Східної Азії, проте внаслідок сприятливого розвитку операції так і не вступив у бій (після виходу в море британських лінкорів HMS Prince of Wales та HMS Repulse сили Конде почали готуватись до перехоплення, проте для знищення ворога вистачило самої авіації). «Майкадзе» під час цього походу міг на короткий термін залучатись до охорони конвоїв з військами, які прямували до Малаккського півострова.
11 січня 1942-го загін Конде повернувся до Мако, а 18 числа вирушив на Палау (важлива японська база на заході Каролінських островів). Після цього майже місяць ці сили забезпечували загальне прикриття операцій на сході Нідерландської Ост-Індії, а 18—21 лютого пройшли з Палау до затоки Старінг-Бей на північно-східному півострові острова Целебес (Сулавесі).
25 лютого 1942-го «Майкадзе» вирушив зі Старінг-Бей у складі охорони ударного авіаносного з'єднання, яке мало підтримати вторгнення на Яву. Похід тривав більш як два тижні й завершився 11 березня поверненням до Старінг-Бей.
27 березня 1942-го «Майкадзе» вийшов зі Старінг-Бей в межах рейду авіаносних сил у Індійський океан, при цьому разом з двома іншими есмінцями він супроводжував танкери загону постачання (всього в поході взяло участь 11 есмінців). 9 квітня японські авіаносці провели останній великий бій цієї операції і невдовзі з'єднання попрямувало до Японії для відновлювального ремонту ряду основних кораблів. Під час цього переходу 14—19 квітня «Майкадзе» разом зі ще одним есмінцем супроводжували до Мако авіаносці «Сьокаку» та «Дзуйкаку», технічний стан яких дозволив ухвалити рішення щодо їхньої участі в запланованій операції проти Порт-Морсбі на Новій Гвінеї. Втім, «Майкадзе» не брав участі в цьому дальньому поході, а повернувся з Мако до тієї частини з'єднання, яка прямувала до Японії, та 22 квітня досягнув Йокосуки.
На початку літа 1942-го «Майкадзе» входив до ескорту авіаносного угруповання, яке зазнало поразки в битві біля атола Мідвей. 4 червня разом зі ще одним есмінцем «Хагікадзе» він рятував екіпаж з важко пошкодженого авіаносця «Каґа», а вранці 5 червня разом з трьома іншими есмінцями (кожен випустив по одній торпеді) добив пошкоджений авіаносець «Акаґі».
З 9 червня 1942-го «Майкадзе» увійшов до супроводу легкого авіаносця «Дзуйхо», який після катастрофи під Мідвеєм перенаправили для продовження операцій на Алеутських островах (вторгнення сюди синхронізували з мідвейською операцією). Це завдання тривало більш як місяць, до 12 липня.
7 серпня 1942-го союзники висадились на сході Соломонових островів, що започаткувало шестимісячну битву за Гуадалканал. Як наслідок 16 серпня «Майкадзе» у складі великого угруповання вирушив з Куре до атола Трук у центральній частині Каролінських островів (ще до війни тут створили потужну базу японського ВМФ, з якої до лютого 1944-го провадили операції в цілому ряді архіпелагів). В останній декаді серпня під час битви біля східних Соломонових островів «Майкадзе» входив до ескорту загону адмірала Хіроакі Абе (2 лінкори, 3 важкі крейсери), який повернувся на Трук 5 вересня.
9 вересня 1942-го «Майкадзе» та 5 інших есмінців і легкий крейсер вийшли з Труку для супроводу сил адміралів Нагумо та Абе, які налічували 2 авіаносці, 1 легкий авіаносець та 4 важкі крейсери (надалі до охорони цього угруповання приєдналось ще 2 есмінці). Разом з іншим з'єднанням адмірала Кондо із 2 лінкорів та 5 важких крейсерів ці сили повинні були патрулювати північніше від Соломонових островів у межах підтримки операцій на Гуадалканалі. Втім, цього разу до якогось зіткнення з супротивником не дійшло і 23 вересня японські кораблі повернулись на Трук.
Протягом вересня есмінець і далі виконував завдання з охорони головних сил (у середині місяця останні провели два тижні в морі північніше від Соломонових островів, проте до нової битви так і не дійшло).
29 вересня — 1 жовтня 1942-го «Майкадзе» перейшов з Труку до якірної стоянки Шортленд — прикритої групою невеликих островів Шортленд акваторії біля південного завершення острова Бугенвіль, де зазвичай відстоювались легкі бойові кораблі та перевалювались вантажі для подальшої відправки далі на схід. Звідси «Майкадзе» в першій декаді жовтня здійснив три рейси для доправлення підкріплень на Гуадалканал, при цьому в першому з них він також ескортував гідроавіаносець «Ніссін» (останній мав велику швидкість, а тому був залучений до виконання транспортних завдань, які потребували якнайменшого перебування в зоні панування американської авіації).
11 жовтня 1942-го «Майкадзе» полишив стоянку Шортленд, щоб знову приєднатись до головних сил, які тієї доби вийшли з Труку. 12 жовтня сім есмінців з Шортленду увійшли до загону адмірала Куріти, головну силу якого становили лінкори «Харуна» та «Конго». Останні в перші години 13 жовтня провели вдалий обстріл аеродрому Гендерсон-Філд, знищивши понад чотири десятки ворожих літаків. В останній декаді жовтня 1942-го головні сили японців вступили в битву біля островів Санта-Круз. Після неї «Майкадзе» разом з есмінцями «Хацукадзе» і «Терудзукі» ескортував пошкоджені авіаносці «Сьокаку» та «Дзуйхо», які прибули на Трук 28 жовтня. З 2 по 6 листопада «Майкадзе» разом зі ще трьома есмінцями брав участь у забезпеченні переходу «Сьокаку» і важкого крейсера «Тікума» на ремонт до Куре, при цьому по прибутті до пункту призначення «Майкадзе» також поставили в док.
1 грудня 1942-го «Майкадзе» полишив Куре, пройшов через Трук, а 10 грудня був уже на стоянці Шортленд. За кілька діб до цього сюди привели на буксирі есмінець «Новакі», який зазнав важких пошкоджень при доставці припасів на Гуадалканал. 13 грудня «Майкадзе» узявся за наступний етап буксирування «Новакі» та 18 грудня довів його до Труку (після двох місяців перебування на Труці «Новакі» зміг вирушити своїм ходом для повноцінного ремонту в Японії).
1—3 січня 1943-го «Майкадзе» пройшв до Рабаулу — головної передової бази японців у архіпелазі Бісмарка, з якої провадились операції на Соломонових островах та сході Нової Гвінеї. З 5 до 10 січня 1943-го «Майкадзе» разом зі ще чотирма есмінцями залучили до проведення конвою постачання з Рабаулу на Нову Гвінею до Лае (у глибині затоки Хуон). Під час цієї операції були втрачені 2 із 5 транспортів. 10 січня у морі Бісмарка при поверненні конвою до Рабаулу американський підводний човен «Аргонот» дав невдалий торпедний залп по есмінцях, після чого «Майкадзе» та «Ісокадзе» контратакували глибинними бомбами та потопили ворожу субмарину.
14 січня 1943-го «Майкадзе» здійснив ще один транспортний рейс до Гуадалканалу. Після цього він надавав допомогу есмінцю Арасі із загону прикриття, в якого 15 січня від близьких вибухів бомб заклинило кермо (можливо відзначити, що 17 січня «Арасі» зміг полишити стоянку Шортленд та самостійно дійти до Труку).
В останній декаді місяця «Майкадзе» здійснив два виходи до центральних Соломонових островів — спершу 23 січня він виконав транспортний рейс до Реката-Бей на північному узбережжі острова Санта-Ісабель (тут була база японських гідроавіаносців), а 25 січня ескортував транспорт до Коломбангари (острови Нова Джорджія).
1 та 4 лютого 1943-го «Майкадзе» здійснював прикриття кораблів, які провадили евакуацію японських військ з Гуадалканалу. Під час другого виходу він став ціллю для авіаудару, під час якого внаслідок близкого вибуху затопило машинне відділення. «Майкадзе» був приведений до Шортленду на буксирі іншим есмінцем «Нагацукі», а 10—12 лютого вже зміг самостійно пройти на Трук (під охороною есмімнця «Юкікадзе»). Після проведеного тут аварійного ремонту «Майкадзе» 6 березня рушив до Японії, при цьому він ескортував есмінець «Хамакадзе», який вів на буксирі ще один корабель того ж класу «Мітісіо» (пошкоджений ще 14 листопада 1942-го під час морської битви за Гуадалканалом, проте лише через кілька місяців відновлювальних робіт визнаний придатним для подальшого буксирування до Японії). 16 березня «Майкадзе» прибув у Татеяму, після чого став на ремонт у Йокосуці.
У новий похід «Майкадзе» вийшов лише 23 липня 1943-го, здійснюючи разом зі ще одним есмінцем супровід ескортного авіаносця «Тайо» на Трук, куди загін прибув 28 числа. 2—5 серпня «Майкадзе» супроводжував конвой з Труку до Рабаулу, після чого повернувся на Трук, а 16 — 16 серпня виконав перехід звідси до Йокосуки, супроводжуючи разом зі ще чотирма есмінцями ескортний авіаносець «Унйо». 26 серпня — 2 вересня 1943-го «Майкадзе» знову охороняв «Унйо», цього разу супроводжуючи його разом з трьома іншими есмінцями у зворотному рейсі на Трук.
У середині вересня 1943-го американське авіаносне з'єднання здійснило рейд проти зайнятих японцями островів Гілберта (лежать південніше від Маршаллових островів). У відповідь 18 вересня з Труку на схід вийшли значні сили (2 авіаносці, 2 лінкори, 7 важких крейсерів та інші кораблі), які попрямували до атола Еніветок (крайній північний захід Маршаллових островів). «Майкадзе» та «Новакі» полишили базу на день пізніше, 19 вересня, супроводжуючи легкий авіаносець «Дзуйхо», який попрямував за головними силами. Втім, у підсумку японське угруповання так і не вступило в контакт із союзними силами та 25 вересня повернулось на базу.
Тим часом японське командування вирішило підсилити ряд острівних гарнізонів шляхом доставки підкріплень з Китаю. У межах цієї операції «Майкадзе» разом з тим же «Новакі» 10—17 жовтня 1943-го супроводили два транспорти з Труку до Шанхаю, де вони прийняли на борт війська та 20 жовтня попрямували назад як третій ешелон конвою «Тей-Го № 4». 22 жовтня поблизу Міякодзіми (південна група архіпелагу Рюкю) один з транспортів — Авата-Мару — був уражений торпедами з підводного човна та швидко затонув. «Майкадзе» провів безрезультатну контратаку глибинними бомбами, після чого приєднався до іншого есмінця рятувати вцілілих (втім, з більш ніж тисячі осіб, які перебували на судні, вдалось підібрати лише кілька десятків). Після цього есмінці з іншим транспортом попрямували далі та 30 жовтня прибули на Трук. 3 листопада переформатований третій ешелон рушив до Рабаулу і 5 листопада вдало пережив авіаційний наліт, проте того ж дня сам Рабаул став ціллю для потужного удару американського авіаносного з'єднання. Як наслідок, конвой повернув назад та 7 листопада повернувся на Трук. Нарешті 9—12 листопада «Майкадзе» все-таки здійснив перехід на Нову Британію, супроводжуючи конвой №2102.
Уже 13 листопада 1943-го «Майкадзе» та ще два есмінці, які разом з ним привели конвой у Рабаул, рушили назад, маючи завдання доправити на Трук льотний персонал 1-ї дивізії авіаносців (її авіагрупи взяли участь у захисті Рабаулу, базуючись на наземні аеродроми, при цьому в жорстоких боях втратили багато матеріальної частини). 
20 листопада 1943-го американці розпочали операцію з оволодіння островами Гілберта. Хоча японці в підсумку так і не наважились протидіяти цій операції надводними кораблями, проте з 25 листопада по 7 грудня «Майкадзе» разом з двома іншими есмінцями супроводжував танкер Ніппон-Мару, який здійснив рейс до Маршаллових островів і назад в очікуванні на можливий вихід головних сил.  
11—16 грудня 1943-го «Майкадзе» супроводжував 2 лінкори, які пройшли з Труку до Сасебо, а 4—9 січня 1944-го разом зі ще чотирма есмінцями ескортував з Йокосуки на Трук легкий та ескортний авіаносці й важкий крейсер.
19—22 січня 1944-го «Майкадзе» разом із двома іншими есмінцями взяв участь в успішному проведенні конвою до Рабаулу, який, втім, складався лише з одного судна «Кокуйо-Мару». Невдовзі цей загін перейшов до Кавієнгу (друга за значенням японська база в архіпелазі Бісмарка, розташована на кількасот кілометрів далі від зони ворожих аеродромів), звідки есмінці 24 січня вирушили у транспортний рейс до Лоренгау на острові Манус (острови Адміралтейства). 25 січня вони повернулись у Кавієнг, після чого «Майкадзе» разом з «Новакі» почав ескортувати Кокуйо-Мару на Трук, куди кораблі прибули 28 січня.
Існують дані, що з 30 січня по 12 лютого 1944-го «Майкадзе» продовжував конвойну службу на маршруті Трук — Рабаул — Трук.
Тим часом, врахувавши розвиток подій, японське командування вирішило переглянути стратегічний план оборони імперії та залишити на Труці лише легкі сили. У складі останніх опинився й «Майкадзе». Втім, уже 17 лютого 1944-го атол вперше за війну став ціллю для потужного авіаудару (операція «Хейлстоун»). «Майкадзе» та «Новакі» полишили Трук, супроводжуючи навчальний крейсер «Каторі» та переобладнаний легкий крейсер «Акагі-Мару» (конвой №4215), проте американське командування заздалегідь підготувалось до перехоплення кораблів, що спробують полишити базу. Того ж 17 лютого в районі менш ніж за сотню кілометрів на північний захід від Труку важкі крейсери «Міннеаполіс» та «Нью-Орлінзн» перехопили та знищили загін, у якому прямував «Майкадзе». Есмінець загинув разом з усією командою і командиром 4-ї дивізії ескадрених міноносців.